# Rețea locală
Rețea locală, întâlnit și sub acronimul LAN (din engleză de la local area network [ləʊkl ˈɛəɹɪə ˈnɛtwɜːk]) este un termen în informatică, care reprezintă un ansamblu de mijloace de transmisiune și de sisteme de calcul folosite pentru transportarea și prelucrarea informației. Ele sunt frecvent utilizate pentru a interconecta calculatoarele personale și stațiile de lucru (workstation) din birourile companiilor și ale celorlalte organizații, cu scopul de a partaja resurse (exemple: imprimantele; un ruter cu acces la Internet) și de a face schimb de informații. Rețele locale se disting de alte tipuri de rețele prin trei caracteristici:
- mărime sau extindere spațială relativ mică, de ordinul a cel mult câtorva sute de metri
- tehnologie de transmisie, vezi mai jos
- topologie: magistrală (bus) sau o topologie echivalentă, realizată fizic printr-un cablu (electric, optic) sau și prin radio, fără fir (wireless)

## Informații tehnice
Rețelele locale acoperă o arie relativ restrânsă, de până la câteva sute de metri, ceea ce înseamnă că timpul de transmisie este limitat și cunoscut dinainte, chiar și în cazul cel mai defavorabil. Această limită fiind cunoscută, este posibil să se implementeze anumite tehnici simple care altfel nu ar fi posibile. Totodată se simplifică administrarea rețelei.
Rețelele locale utilizează frecvent o tehnologie de transmisie bazată pe un singur cablu tip Ethernet. Din punct de vedere topologic este vorba de axa unui sistem "magistrală" (bus), la care sunt atașate toate mașinile, așa cum erau odată dispuse cablurile telefonice obișnuite din zonele rurale.
O altă tehnologie pentru rețelele locale este cea folosită la rețelele fără fir locale (= de mică întindere), numite WLAN (de la Wireless Local Area Network); aceasta folosește transmisia datelor prin unde radio, neavând nevoie de conexiuni prin cabluri.
Rețelele locale tradiționale funcționează la viteze cuprinse între 10 și 100 megabiți/s (Mbps), au întârzieri mici (zeci de microsecunde) și produc erori foarte puține și de obicei corectabile automat. Rețelele locale mai noi pot opera la viteze mai mari, până la câteva sute sau chiar 1.000 de Mbps (= 1 Gbps).
Rețeaua locală de calculatoare este o combinație de componente hardware și software:
- sistemele de calcul care se interconectează;
- adaptoare sau plăci de rețea, numite în engleză Network Interface Card (NIC);
- mediul fizic de comunicație, care poate fi un cablu, dar și unde radio, deci fără fir (wireless);
- unități de interconectare (concentratoare / repetoare / comutatoare / rutere etc.);
- software pentru administrarea rețelei.